# Acrocercops guttiferella
Acrocercops guttiferella is een vlinder van de familie van de mineermotten (Gracillariidae). De wetenschappelijke naam van deze soort is voor het eerst voorgesteld als Hieroxestis guttiferella door Pierre Viette in een publicatie uit 1951.
De soort komt voor op Madagaskar.